# تجاوز جنسی طی نسل‌کشی ارمنی‌ها

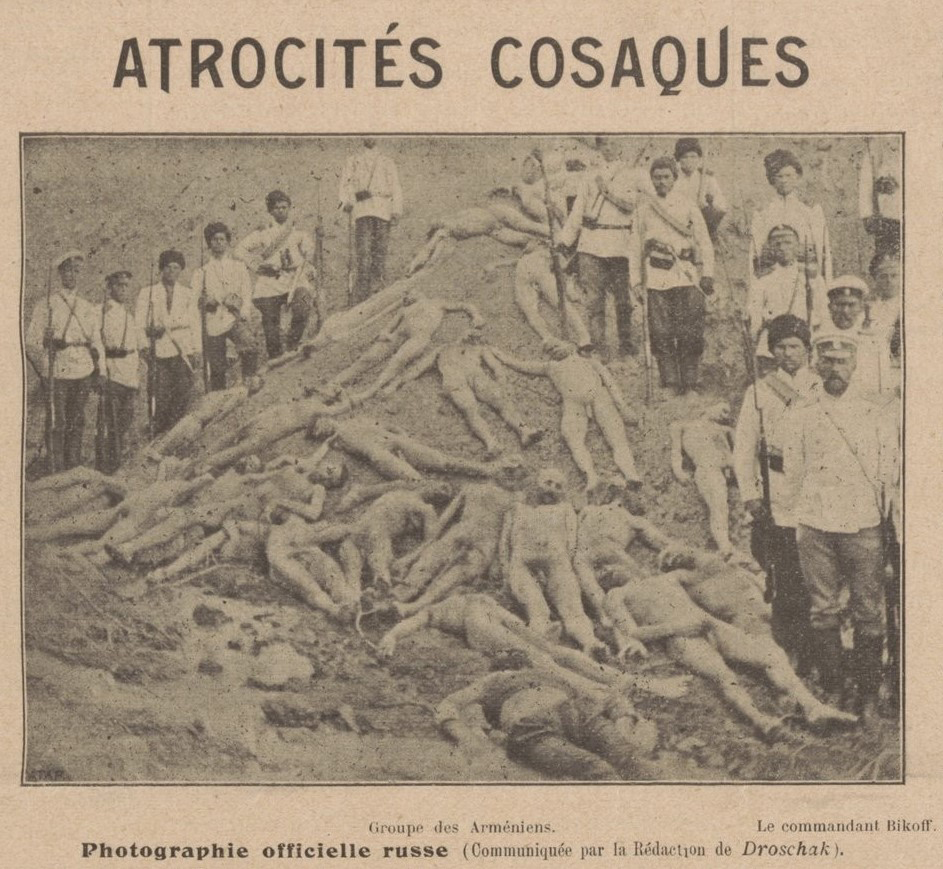
اجساد ارمنی قبل از قتل‌عام برهنه شده بودند.

در طی نسل‌کشی ارمنی‌ها، نیروهای مسلح، شبه نظامیان و تشکیلات مخصوصه، تحت امر دولت ترکان جوان موجب تجاوز و آزار و اذیت جنسی بر زنان و دختران جوان ارمنی در طول تبعید اجباری شدند.

در طی نسل‌کشی یک روش مورد استفاده برای ترساندن ساکنان ارمنی در شهرها و روستاها، تحقیر جنسی بود. زنان و دختران جوان در طی نسل‌کشی همواره در خطر تجاوز جنسی یا ازدواج اجباری، فحشای اجباری، برده‌داری و فروش زنان و دختران جوان به عنوان بردگی جنسی قرار داشتند.
یوهان هاینریش، کنسول آلمان در ترابزون تجاوز متعدد زنان و دختران جوان (توسط شاهدان عینی از شهروندان آلمانی، اتریشی، تُرک و آمریکایی گزارش و شهادت دادند) را گزارش کرده‌است. جرم و جنایت به عنوان بخشی از طرح برای از بین بردن ملت ارمنی بوده‌است.

## زمینه

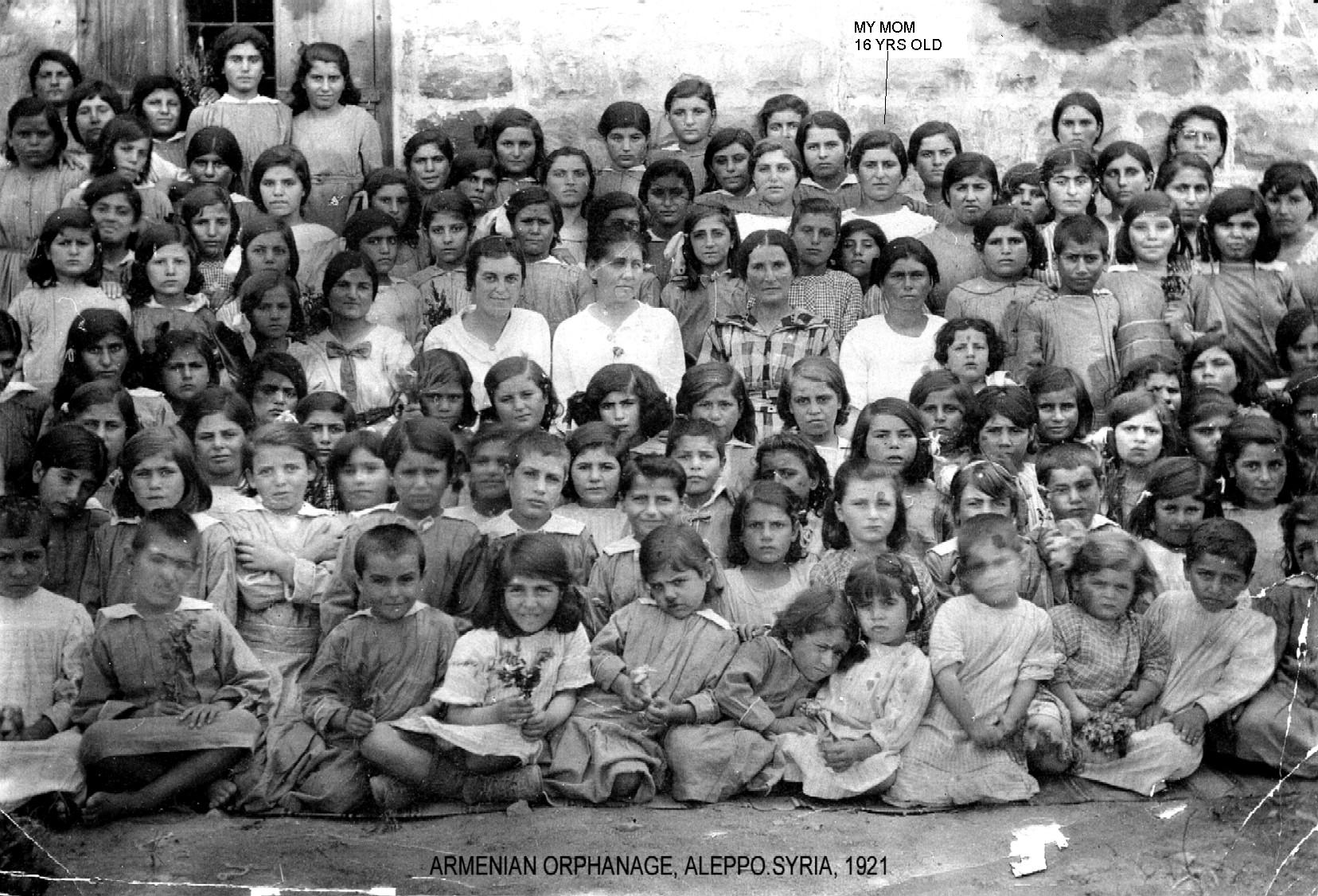
کودکان یتیم در شهر حلب

کسانی که با مسلمانان عهد و پیمان بسته‌اند (اهل پیمان) می‌گویند، اهل پیمان به زیر گروهای متعددی تقسیم شده‌اند که مهم‌ترین آن زیرگروه (اهل ذمه یا ذمی) هستند؛ یعنی کسانی که در عوض پرداخت مالیات سرانه ثابت تحت حمایت حکومت اسلامی قرار می‌گیرند. مردمی که تحت‌الحمایه حکومت اسلامی یا تحت سلطه مسلمانان زندگی می‌کنند، در واقع حقوق ذمیون تنها به حمایت در برابر خشونت و غارت اموال محدود می‌شود. ذمیون را باید تحمل کرد. حضور آن‌ها تا زمانی که حاکمیت و برتری مسلمانان و نظم اسلامی را پذیرفته باشند مورد ستیز و مجادله قرار نمی‌گیرد.
طبق تفاهمی که مابین ذمیون و حکومت اسلامی به وجود آمده‌است، جان و مال آنان مصون از هر تجاوزی است و آزادی دین و عبادت آن‌ها تضمین شده‌است. در مقابل ذمیون ملزم هستند ارادت و وفاداری خود را نسبت به نظم مسلمانان نشان دهند و مالیاتی موسوم به جزیه را پرداخت کنند. این رابطه بر مبنای مساوات نیست، بلکه نوعی رابطه تحمل و مداراست.
تحت حکومت عثمانی ذمیون (مانند ارمنیان، یونانیان و آشوری‌ها) بسته به دین و مذهب شان طبقه‌بندی می‌شدند، و این گروه‌ها را ملت می‌خواندند. خودگردانی هر ملت به مجوز سلطان بستگی داشت. هر ملت بخش عمده کارهای خود را اداره می‌کرد، «نه تنها کارهای دفتری، دینی و خیریه جمعیت خود، که آموزش و قانون‌گذاری در موارد مربوط به حقوق فردی مثل ازدواج، طلاق، قیمومیت و وراثت.» یک عضو بلندپایه روحانیت از هر گروه دینی توسط خود جمعیت به عنوان رهبر انتخاب می‌شد، تا به عنوان یک مأمور دولتی و تحت امر و مسئول در برابر سلطان ایفای وظیفه نماید. به غیر از موارد مربوط به حقوق جزا، حتی در این موارد نیز استثنائاتی وارد شده‌است. رهبران ملت اختیار و حق داوری میان اعضای جمعیت و جمع‌آوری مالیات را داشتند.

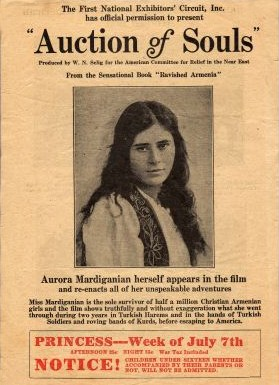
آرورا ماردیگانیان، آرورا در چهارده سالگی در حرمسراهای مقامات تُرک و مردان قبایل کُرد مورد آزار و اذیت قرار می‌گیرد، در برابر تغییر مذهبش مقاومت کرد و از حرمسرای کمال افندی، ارباب تُرکش، گریخت. وی خاطرات خویش دربارهٔ نسل‌کشی ارمنی‌ها و مصائبی که بر خویش و خانواده اش پیش آمده بود در کتابی با عنوان حراج جان‌ها به چاپ رساند.

ذمیون با وجود خودگردانیشان هم تراز با مسلمانان قرار نمی‌گرفتند و این نابرابری در مجموعه‌ای از محدودیت‌های سیاسی و قانونی آشکار بود. برای مثال:شهادت یک مسیحی در سیستم قضائی اسلامی ارزش قانونی چندانی نداشت چون باید در دادگاه به مانند مسلمانان بر قرآن قسم می‌خوردند. در حقوق جزا مسلمانی که یک ذمی را می‌کشت معمولاً اعدام نمی‌شد، گرچه در برخی موارد مسلمانی به سبب قتل یک ذمی با قصد قبلی به مرگ محکوم شده‌است.
از آنجایی که در دادگاهایی با نظام قضائی اسلامی مسببان امیدی بر رسیدگی، حل و فصل پرونده‌های (شکوائیه) خود نداشتند. پیتر بالکیان، در کتاب خود می‌نویسد:
«کُردها و تُرکها مسلح آزادانه و به علت داشتن مصونیت قضایی بدون ترس اقدام به سرقت اموال و قتل و تجاوز می‌زدند.» با توجه به نظام حقوقی عثمانی مسیحیان همیشه در معرض خطر سرقت، اخاذی و تفتیش منازل بودند.
مسیحیان در معرض تحقیر و توهین نیز قرار داشتند. آنان از برگزاری مراسم دینی شان به گونه‌ای که مسلمانان را ناراحت کند منع شده بود. به صدا درآوردن ناقوس کلیسا و ساخت کلیسا یا کنیسه ممنوع بود. تعمیر کلیساهای موجود به اخذ مجوز حکومت نیاز داشت. علاوه براین، مسیحیان از اسب سواری و حمل اسلحه منع شده بودند، و هنگام عبور مسلمانان باید کنار می‌کشیدند. رنگ لباس و کفش مسیحیان و کیفیت جنس آن‌ها باید قابل تشخیص از مسلمین می‌بود. از چندین حکم حکومتی که به دست ما رسیده‌است، مثل این نمونه از سده شانزدهم پیداست که زمانی پوشیدن خفتان‌های یقه دار، پارچه‌های گران‌قیمت، برای غیر مسلمانان ممنوع بود. همچنین رنگ لباس مسیحیان متفاوت بود، کفش و سربند ارمنی‌ها باید قرمز باشد، در حالی که یونانیان سیاه و یهودیان فیروزه‌ای می‌پوشیدند. باید خانه‌های آنان رنگ متفاوتی از مسلمانان می‌داشت و حتی در حمام‌های عمومی غیر مسلمانان باید زنگوله‌ای به لنگ حمام خود وصل می‌کردند.
در بین سالهای ۱۸۵۰ و ۱۸۷۰م پاتریارک ارمنیان ۵۳۷ نامه به باب عالی ارسال کرد برای درخواست کمک و حفاظت از ارمنی‌ها در برابر سوء استفاده‌های خشونت‌آمیز علیه ارمنیان و بی عدالتی‌های اجتماعی و سیاسی که بر ضد ارمنیان رواج یافته بود. درخواست او حفاظت از مردم در برابر راهزنان، قتل، آدم‌ربایی و اخذ مالیات غیرقانونی و غیره بوده‌است.
در ۱۸۹۵م «فردریک دیویس» در کتاب‌های منتشر شده خود (بحران ارمنی‌ها در ترکیه، قتل‌عام ۱۸۹۴، سابقه و اهمیت آن) می‌نویسد: «مردان به قتل می‌رسیدند و در سوئی دیگر زنان در وحشت تجاوز رنج می‌بردند.»

## گزیده‌ای از کتاب‌ها

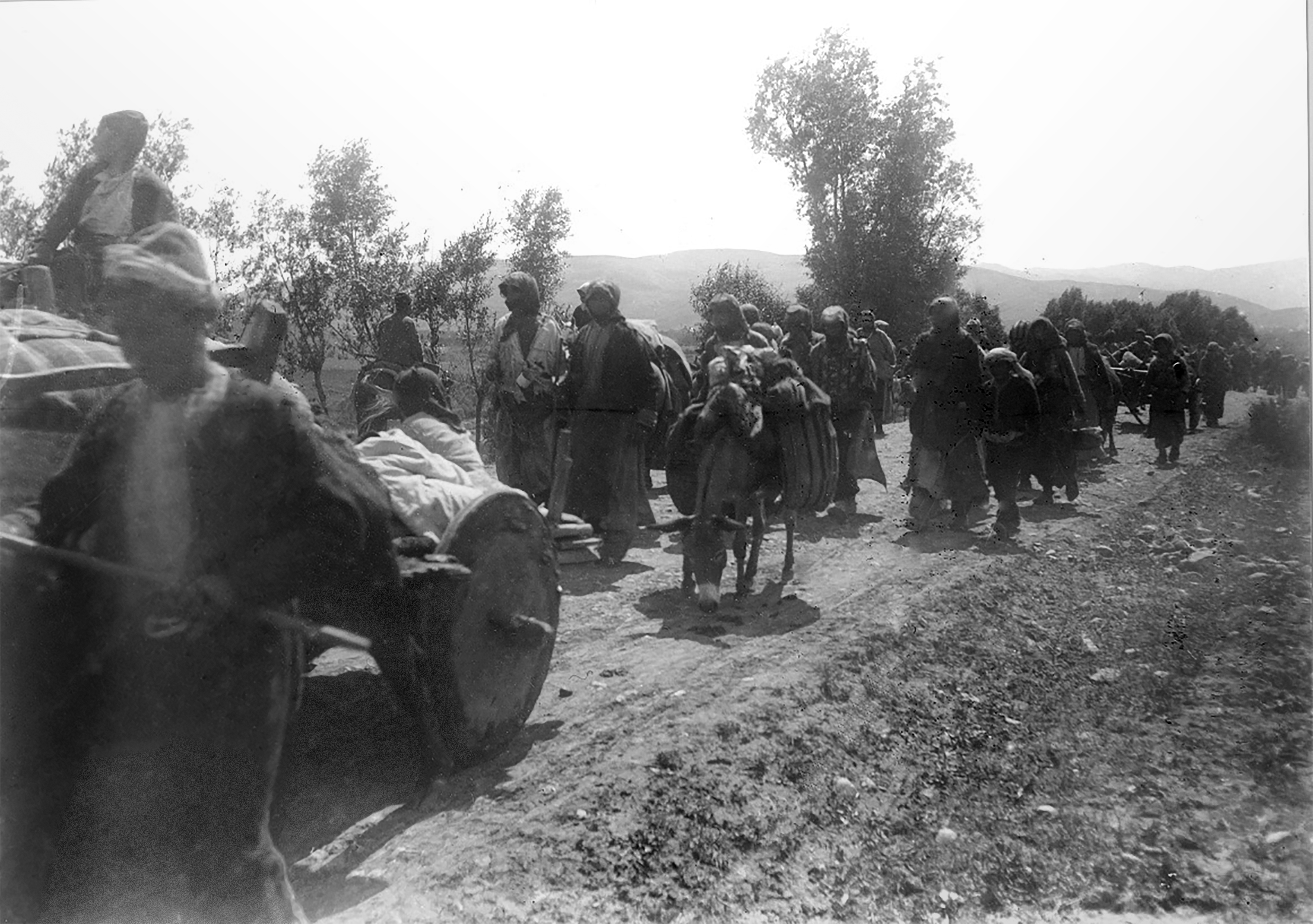
تبعید ارمنی‌ها از ارزروم، عکاس اهل اتریش، ویکتور پیچمن

در کتاب (ترکان جوان جنایت علیه بشریت) نوشته: دکتر تانر آکچام تاریخدان و جامعه‌شناس تُرک تبار:
«فحشای اجباری، تجاوز و سوء استفاده جنسی توسط فرماندهان نظامی صورت می‌گرفت:(هر آنچه که می‌خواهید انجام دهید)، اعضاء نیروهای مسلح آلمانی در استان دیرالزور برای خشنودی سربازان روسپی‌خانه ای را از زنان مسیحی ایجاد کرده بودند.»
کارن یپه، مددکار اجتماعی و عضو جامعه ملل اهل دانمارک در حلب در سال ۱۹۲۶ موفق شد هزاران زن و کودک ارمنی، آشوری ربوده شده برای رهایی از آزار جنسی آزاد کند.

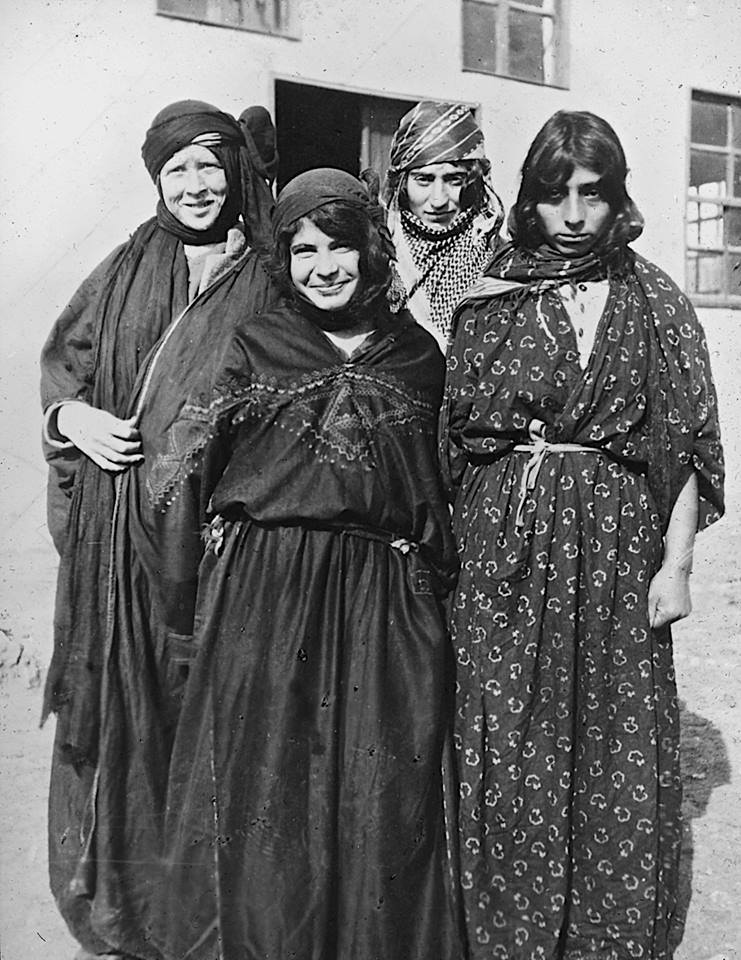
چهار زن ارمنی که به عنوان برده فروخته شده بودند توسط خانم کارن یپه، نجات یافتند

در کتاب (اقدام شرم آور)، نوشته: دکتر تانر آکچام، صفحه۲۶۴:
«تنها غارت انگیزه کشتار نبود، در بعضی موارد دختران و زنان جوان را می‌دزدیدند یا در بین راه یا در مقصد از ژاندارم‌ها تحویل می‌گرفتند.»
در کتاب «نگاهی به نژاد کشی ارمنیان»، نوشته: ادیک باغداساریان، صفحه۳۲:
«پیش از تبعید مردان را به قتل می‌رساندند و زنان و دختران را به زور از خانواده جدا و آنان را به حرمسراهای تُرک منتقل می‌کردند.»
در کتاب «کشتار یک ملت»، نوشته:آرنولد جی. توینبی، صفحه۹۹٬۴۲:
«سرقت رفتن وسائل در مقایسه با سایر ستمگری‌ها چندان زشت نبود. زنان خسته و درمانده با بی شرمی تمام مورد تجاوز قرار می‌گرفتند، زیرا زنی که حاضر نمی‌شد با فروش تن خود به ثروتمندان تُرک جیب ژاندارمها را پر کند، اسیر شهوت حیوانی خود ژاندارم می‌شد.»
«یک گروه ۶۹۶ نفری فقط ۳۲۱ نفر به حلب رسیدند، بسیاری در راه کشته شدند، ۷۰ دختر جوان به فروش رفتند و عده‌ای هم ناپدید شدند.»
در کتاب «مجموعه خاطرات، فایز الغصین عرب»، نوشته:فایز الغصین عرب، صفحه۳۶:
«ژاندارم‌ها و کُردها تعداد قابل توجهی از دختران و زنان جوان ارمنی را مورد تجاوز قرار دادند و مقاومت کنندگان را به رگبار بستند. این حیوان صفتان وحشی برای ارضاء شهوات خود از دختران و زنان در حال نزع و احتضار نیز صرفنظر نمی‌کردند.»
«زنان ارمنی را به صورت کاروان و تحت حفاظت و مراقبت ژاندارم‌ها به سوی تبعیدگاه‌های مقرر می‌بردند. وقتی یکی از این کاروان‌ها از نزدیکی دهی عبور می‌کرده ساکنان دهکده به سران کاروان سالار اندکی رشوه داده و اجازه می‌گرفتند زن مورد پسند خود را انتخاب و در ازاء پرداخت وجه ناچیزی او را خریداری کنند. پیرمرد شصت ساله‌ای دختر شانزده ساله زیبائی را برای خود انتخاب می‌کند ولی دختر جوان حاضر به تبعیت از پیرمرد نمی‌شود ولی آمادگی خود برای قبول اسلام را اعلام می‌دارد. این پیشنهاد قبول نمی‌شود و در مقابل به او تکلیف می‌کنند بین پیرمرد و مرگ یکی را انتخاب نماید. با مشاهده امتناع مصرانه دختر از پذیرفتن پیرمرد او را فوری می‌کشند.»

## محاکمه جنایت کاران جنگی

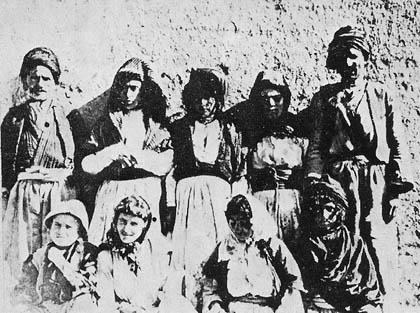
زنان ارمنی نجات یافته از اسیرکنندگان کُرد، عکاس ماریا یاکوبسن

دولت مغلوب عثمانی، که در اکتبر ۱۹۱۸ تسلیم متفقین شد، از یک سو از ترس اینکه مبادا شرایط سهمگین تر و سنگین تری از سوی دول فاتح بر امپراتوری تحمیل شود و از سوی دیگر برای فرونشاندن خشم متفقین و ایجاد وجهی مطلوبتر در دنیا اقدام به برپایی محاکمهٔ عاملان تُرک جنایات جنگی کرد.
در دسامبر ۱۹۱۸، شخص امپراتور عثمانی، فرمانی صادر کرد مبنی بر اینکه عاملان جنایتها و قتل‌عام علیه ارمنیان در جنگ جهانی اول در دوران عثمانی بایستی مورد پیگرد قانونی و مجازات قرار گیرند.
(نوری)، رئیس پلیس ترابزون در دادگاه اعتراف کرده بود که دختران جوان را به عنوان هدیه از فرماندار کل به کمیته مرکزی حزب اتحاد و ترقی اهدا می‌کرد. تاجری به نام «محمد علی»، شهادت داده بود که کودکان کشته شده که تعداد آنان به ۱۵ نفر می‌رسید قبل از کشته شدن مورد تجاوز قرار گرفته بودند.
«حسن معروف»، به افسر ارتش بریتانیا گفته بود که: «مقامات دولتی در ترابزون زیباترین زنان ارمنی را از خانواده‌ها جدا کرده و پس از ارتکاب بدترین اعمال شنیع بر آنها، آنان را به قتل می‌رساندند.»
در دادگاه (کمال بیگ)، از منطقه یوزگات، به جرم قتل و اخراج اجباری ارمنی‌های آن منطقه به اعدام محکوم شد و سرگرد (توفیق بی)، به ۱۶ سال زندان محکوم شد.

## یادداشت
1. ↑  تجاوز منجر به مرگ، تجاوز جنسی عاملی برای کشتار جمعی، تجاوز منجر به قتل (خودکشی)، قربانی آرزو مرگ داشته باشد. تجاوز به عنف ابزاری برای تبعید اجباری، تجاوز شده مجبور به ترک خانه می‌شود، (دوری از زندگی اجتماعی یا محل تجاوز).
2. ↑  خشونت علیه زنان یکی از ویژگی‌های اصلی قتل‌عام ارمنی‌ها بود. تجاوز و آزار و اذیت قرار گرفتن زنان در طول تبعید به دفعات گزارش شده‌است.

## فهرست کتاب
- Akçam, Taner (2012). The Young Turks' Crime against Humanity: The Armenian Genocide and Ethnic Cleansing in the Ottoman Empire. Princeton University Press. ISBN 978-0-691-15333-9.
- Balakian, Peter (2004). The Burning Tigris: The Armenian Genocide and America's Response. Harpercollins. ISBN 978-0-06-055870-3.
- Ball, Howard (2011). Genocide A Reference Handbook. ABC-CLIO. ISBN 978-1- 59884-489-4.
- Bjørnlund, Matthias (2011). "'A Fate Worse Than Dying': Sexual Violence during the Armenian Genocide".  In Dagmar Herzog (ed.). Brutality and Desire: War and Sexuality in Europe's Twentieth Century. Palgrave Macmillan. ISBN 978-0-230-28563-7.
- Dadrian, Vahakn N. (1993). "The Secret Young-Turk Ittihadist Conference and the Decision for the World War I Genocide of the Armenians". Holocaust and Genocide Studies. Oxford University Press. 7 (2): 173–201. doi:10.1093/hgs/7.2.173. {{cite journal}}: |access-date= requires |url= (help)
- Dadrian, Vahakn N. (2008). "The Armenian Genocide: an interpretation".  In Jay Winter (ed.). America and the Armenian Genocide of 1915. Cambridge University Press. pp. 52–102. ISBN 978-0-521-07123-9.
- DeLaet, Debra (2005). The Global Struggle for Human Rights. Wadsworth Publishing. ISBN 978-0-534-63572-5.
- Derderian, Katharine (2005). "Common Fate, Different Experience: Gender-Specific Aspects of the Armenian Genocide, 1915-1917". Holocaust Genocide Studies. 19 (1): 1–25. doi:10.1093/hgs/dci001. {{cite journal}}: |access-date= requires |url= (help)
- Herzog, Dagmar (2011). Sexuality in Europe: A Twentieth-Century History. Cambridge University Press. ISBN 978-0-521-69143-7.
- Jacobs, Steven L. (2003). "Raphael Lemkin and the Armenian Genocide".  In Richard G. Hovannisian (ed.). Looking Backward, Moving Forward: Confronting the Armenian Genocide. Transaction. pp. 125-136. ISBN 978-0-7658-0519-5.
- Joyce Frey, Rebecca (2009). Genocide and International Justice. Facts On File. ISBN 978-0-8160-7310-8.
- Khosroeva, Anahit (2007). "The Assyrian Genocide in the Ottoman Empire and Adjacent Territories".  In Richard G. Hovannisian (ed.). The Armenian Genocide: Cultural and Ethical Legacies. Transaction. pp. 267–290. ISBN 978-1-4128-0619-0.
- Miller, Donald Earl (1999). Survivors: An Oral History of the Armenian Genocide. University of California Press. ISBN 978-0-520-21956-4. {{cite book}}: Unknown parameter |coauthors= ignored (|author= suggested) (help)
- Monroe, Kristen R. (2011). Ethics in an Age of Terror and Genocide: Identity and Moral Choice. Princeton University Press. ISBN 978-0-691-15143-4.
- Moses, A. Dirk (2008).  A. Dirk Moses (ed.). Empire, Colony, Genocide: Conquest, Occupation, and Subaltern Resistance in World History. Berghahn. ISBN 978-1-84545-452-4.
- Sharlach, Lisa (2000). "Rape as Genocide: Bangladesh, the Former Yugoslavia, and Rwanda". New Political Science. 1 (22). doi:10.1080/713687893.
- Smith, Roger W. (2013). "Genocide and the Politics of Rape".  In Joyce Apsel, Ernesto Verdeja (ed.). Genocide Matters: Ongoing Issues and Emerging Perspectives. Routledge. pp. 82–105. ISBN 978-0-415-81496-6.
- Theriault, Henry C. (2007). "Rethinking Dehumanization in Genocide".  In Richard G. Hovannisian (ed.). The Armenian Genocide: Cultural and Ethical Legacies. Transaction. pp. 27–41. ISBN 978-1-4128-0619-0.
- Von Joeden-Forgey, Elisa (2010). "Gender and Genocide".  In Donald Bloxham, A. Dirk Moses (ed.). The Oxford Handbook of Genocide Studies. Oxford University Press. pp. 61–80. ISBN 978-0-19-923211-6.